# Río Nela
El Nela es un río ubicado en la provincia de Burgos, España. Nace en los montes de Somo en el término de Merindad de Valdeporres  y desemboca en el río Ebro en las proximidades de Trespaderne,  tras un recorrido de 75 kilómetros.

## Recursos hídricos
Su caudal se destina fundamentalmente al abastecimiento de las poblaciones de su cuenca, fundamentalmente a las poblaciones de Villarcayo, Medina de Pomar y sus respectivas pedanías. Con un caudal medio trasvasado de 160 litros por segundo, en este período se incumple la condición exigida en la concesión, de reservar aguas abajo un caudal mínimo de 100 litros por segundo, cantidad imposible de obtener cuando no hay suficiente aportación. Para paliar esta situación se ha estudiado la posibilidad de crear un embalse de 47 hectómetros cúbicos de capacidad en la cabecera del río Trueba, aguas arriba de la localidad de Bárcenas.

## Recorrido
Es junto a su cofluente, el Ebro, el principal colector fluvial de Las Merindades. Existen piscifactorías en las localidades de Busnela y Pedrosa de Valdeporres. En Nofuentes existe una central hidroeléctrica con un caudal medio turbinado de 3,74 m³/s.

## Afluentes
Por la izquierda: en Busnela los arroyos de la Brenón, de los Cobatos y Cortemoro; río Engaña en Santelices; arroyo de Cogullos en Puentedey; río Trema en Bocos; río Trueba en Moneo; arroyos de Trancos y del Molino en Pradolamata y arroyo del Gorrión en Nofuentes.
Por la derecha: arroyo del Sollondón en Busnela; río de Torriente en Cidad de Valdeporres; de la Gándara en Quintanabaldo; arroyo de los Berzales en Villacomparada de Rueda y de la Herradura en El Vado.

## Riberas del Río Nela y afluentes
El Lugar de Importancia Comunitaria (LIC) afecta a dos tramos del río Nela y a tramos de los ríos Trema y Salón y de los arroyos Trueba, Gandara, los Canales y Saul, situados en el extremo Norte de la provincia de Burgos, con una extensión de 679,52 hectáreas.
Municipios afectados:
| Municipio                                  | Superficicie | % Municipio | %LIC | Cauces fluviales                 | Localidades                                                                                                 |
| ------------------------------------------ | ------------ | ----------- | ---- | -------------------------------- | --- |
| Junta de Traslaloma                        | 2,10         | 0           | 0,3  | Salón                            | |
| Medina de Pomar                            | 174,54       | 1           | 25,0 | Salón, Trueba y Nela             | Angosto, Salinas de Rosío, La Cerca, Villatomil, Torres, Pomar, Medina, Villacomparada y Bustillo de Medina |
| Merindad de Cuesta-Urria                   | 65,00        | 1           | 0,3  | Nela                             | |
| Merindad de Sotoscueva                     | 12,26        | 0           | 1,8  | Trema y Nela                     | |
| Merindad de Valdeporres                    | 115,90       | 1           | 16,6 | Aº de La Gándara y Nela          | |
| Valle de Valdebezana                       | 212,11       | 1           | 16,6 | Aº de La Gándara                 | |
| Merindad de Castilla la vieja y Villarcayo | 115,53       | 13          | 16,6 | Trema a su paso por Bocos y Nela | |

Se incluye, además, el valle del río de la Gándara que transcurre encajado en un potente banco de margas y calizas de uno de los extremos del anticlinal de Leva y que forma una serie de cascadas escalonadas que reciben el nombre Las Pisas. Enclave paisajístico espectacular y poco conocido.

## Fauna
El pájaro conocido como martín pescador (Alcedo atthis); el ave migratoria conocida como colirrojo real (Phoenicurus phoenicurus); los Mamíferos murciélago pequeño de herradura (Rhinolophus hipposideros), murciélago grande de herradura (Rhinolophus ferrumequinum), desmán ibérico (Galemys pyrenaicus) y la nutria (Lutra lutra); el sapillo pintojo ibérico (Discoglossus galganoi); el conocido como madrilla Chondrostoma toxostoma y el caracol de Quimper (Elona quimperiana).